# Northrop Grumman X-47B
El Northrop Grumman X-47B es un vehículo aéreo de combate no tripulado (UCAV por sus siglas en inglés) de demostración estadounidense cuyo primer vuelo se realizó en 2011. El proyecto X-47 comenzó como parte del programa J-UCAS como parte de los proyectos desarrollados por la agencia DARPA; siendo parte actualmente del programa UCAS-D (Unmanned Combat Air System Demonstration) de la Armada de Estados Unidos. Este proyecto pretende crear y operar un vehículo aéreo no tripulado basado en portaaviones. A diferencia del Boeing X-45, su predecesor, el X-47A Pegasus, fue financiado íntegramente por la compañía.

## Diseño y desarrollo

### Orígenes
La Armada de Estados Unidos acometió esfuerzos prácticos de UCAV desde el año 2000, cuando adjudicó contratos de servicio por US$2 millones cada uno, a Boeing y a Northrop Grumman para un programa de concepto-exploración de 15 meses de duración. Consideraciones de diseño para un UCAV naval incluido con el ambiente corrosivo del agua de mar, manejo en cubierta para el lanzamiento y recuperación, integración con sistemas de mando y control y la operación en un ambiente de alta interferencia electromagnética de portaaviones. La Armada también estaba interesada en la adquisición de UCAVs para misiones de reconocimiento, penetrando espacio aéreo protegido para identificar objetivos para las siguientes oleadas de ataque.
El programa J-UCAS fue terminado en febrero de 2006 tras la Revisión de Defensa Cuatrienal de los militares estadounidenses. La Fuerza aérea y la Armada procedieron con sus propios programas UAV. La Marina seleccionó al Northrop Grumman X-47B como su programa de demostrador (UCAS-D) del sistema de combate aéreo no tripulado. El X-47B no lleva armas, pero tiene una bodega de tamaño completo para ellas. Para proporcionar pruebas realistas, el vehículo de demostración es del mismo tamaño y peso como la nave operacional proyectada.
El prototipo X-47B salió de la planta 42 de la Fuerza Aérea en Palmdale, California, el 16 de diciembre de 2008. Su primer vuelo fue planeado para noviembre de 2009, pero el vuelo se retrasó el proyecto al caer la célula aérea. El 29 de diciembre de 2009, Northrop Grumman supervisó pruebas de arrastre de taxeo de la aeronave en las instalaciones de Palmdale, con los aviones bajo su propio poder de rodaje por primera vez en enero de 2010.

### Pruebas de vuelo

#### Pruebas en tierra

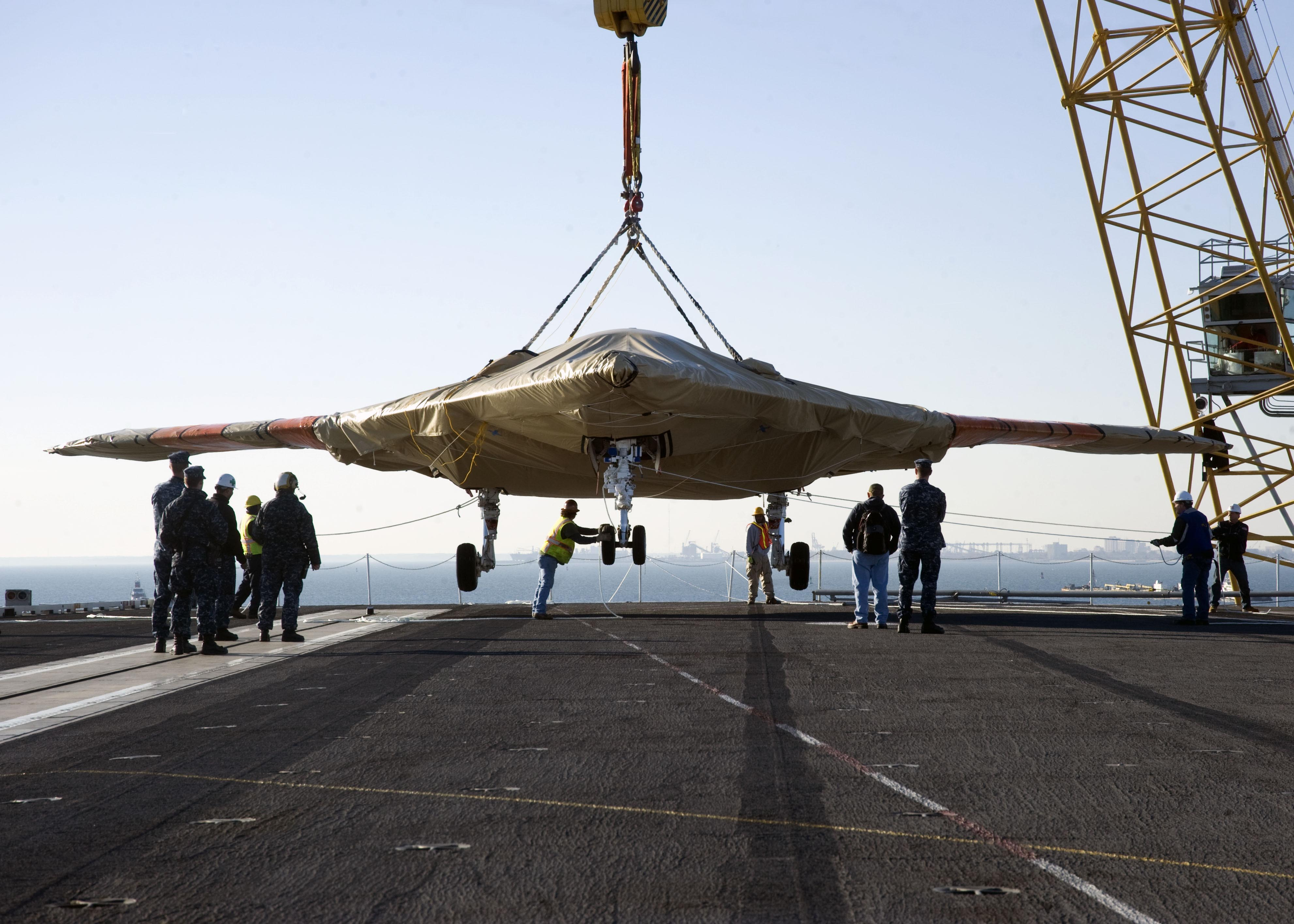
Un demostrador X-47B es embarcado en el en noviembre de 2012 para iniciar su fase de evaluación a bordo de portaaviones.

El primer vuelo del demostrador X-47B, denominado AV-1 (del inglés: Air vehicle ‘vehículo aéreo’), tuvo lugar en la Base aérea Edwards , California, el 4 de febrero de 2011.
El avión voló por primera vez en la configuración de crucero con su tren de aterrizaje retraído en 30 de septiembre de 2011. Un segundo demostrador X-47B, designado AV-2, realizó su primer vuelo en la Base de la fuerza aérea de Edwards el 22 de noviembre de 2011.
Los dos demostradores X-47B fueron planeados para tener un programa de prueba de tres años con 50 pruebas en Edwards AFB y NAS Patuxent River, Maryland, culminando sus pruebas de mar en 2013. Sin embargo, el avión realizó las pruebas de forma tan consistente que las pruebas preliminares finalizaron después de 16 vuelos. El avión se utilizará para demostrar los lanzamientos y recuperaciones desde portaaviones, así como el reabastecimiento en vuelo con  sonda y embudo. El X-47B tiene un alcance máximo sin reabastecerse de 2.000 km y una autonomía de más de seis horas. En noviembre de 2011, la Armada informó que el equipo de reabastecimiento en vuelo y software podría ser agregado al vehículo en 2014 para pruebas. El avión demostrador nunca será armado.
En 2012, Northrop Grumman probó un sistema de mando portátil, diseñado para permitir que las tripulaciones de tierra puedan dirigir el X-47B mientras permanece en la cubierta del portaaviones. En mayo de 2012 el AV-1 comenzó sus pruebas de interferencia electromagnética de alta intensidad en Patuxent River, para probar su compatibilidad con sistemas de guerra electrónica planificada. En junio de 2012 el AV-2 llegó a Patuxent River para comenzar una serie de pruebas, incluidas la detención asistida de aterrizajes y lanzamientos catapultados, a fin de comprobar la capacidad de la aeronave para realizar aproximaciones de precisión a un portaaviones. El primer lanzamiento del drone desde una catapulta basada en tierra tuvo lugar con éxito el 29 de noviembre de 2012.

#### Pruebas embarcado
El 26 de noviembre de 2012, el X-47B comenzó su evaluación embarcada a bordo del portaaviones USS Harry S. Truman (CVN-75) en la Naval Station Norfolk, Virginia. El 18 de diciembre de 2012, el X-47B completó su primera fase de pruebas en el mar. El sistema demostró haber realizado excepcionalmente, habiendo demostrado que era compatible con la cubierta de vuelo, cubiertas de hangar y sistemas de comunicación de un portaaviones. Con las pruebas de cubierta completadas, el demostrador X-47B volvió a NAS Patuxent River para más pruebas, con pruebas de cubierta en otro portaaviones previstas para mediados de 2013.
La prueba de vuelo se llevó a cabo en el portaaviones USS George H. W. Bush (CVN-77), frente a las costas de Virginia; el avión no tripulado regresó a tierra sin novedad tras un vuelo de algo más de una hora, tomando tierra en la base naval de Patuxent River.
El 10 de julio de 2013 el X-47B se convirtió en el primer vehículo aéreo no tripulado en aterrizar sobre un portaaviones, el USS George H. W. Bush (CVN-77). La detención se realizó en 107 metros y la aeronave pudo capturar los 3 cables de cubierta necesarios para su detención.

### Coste
El proyecto fue financiado inicialmente bajo un contrato de US 635.8 millones, concedido por la Armada en el 2007. Sin embargo, en enero de 2012 el costo total del programa de X-47Bs había crecido hasta un total estimado de  813 millones.

## Variantes
X-47A
Prototipo de prueba de concepto original con una envergadura de 5,9 m (19 pies), voló por primera vez en 2003.
X-47B
Actual avión demostrador, voló por primera vez en 2011.
X-47C
Versión propuesta ampliada con una carga útil de 4.536 kg (10 000 lb) y una envergadura de 52.4 m (172 pies).

## Especificaciones (X-47B)
Referencia datos: 

### Características generales
- Tripulación: No tripulado (operación semiautónoma)
- Longitud: 11,63 m
- Envergadura: 18,92 m (alas extendidas)/9,41 m (alas plegadas)
- Altura: 3,10 m
- Peso máximo al despegue: 20 215 kg

### Rendimiento
- Velocidad máxima operativa (Vno): 0,45 mach
- Alcance en ferry: +3889 km
- Techo de vuelo: 12 190 m
- Capacidad de combustible: 717 kg

### Armamento
- Otros: 2  bodegas para armas, llevando hasta 4500 lb (2043 kg) de explosivos

### Aviónica
- Disposiciones para EO/IR/SAR/ISAR/GMTI/MMTI/ESM[27]

### Aeronaves similares
- General Atomics Avenger
- Boeing X-45
- Mikoyan Skat
- Boeing Bird of Prey
- McDonnell Douglas X-36
- Lockheed Martin Polecat
- Dassault Neuron
- BAE Taranis
- EADS Barracuda
- AVIC 601-S
- CASC CH-7
- Lockheed Martin Polecat
- MQ-25
- Northrop Grumman RQ-180
- Sujói S-70 Ojotnik

### Secuencias de designación
- Secuencia X-_ (Aviones eXperimentales estadounidenses, 1948-presente): ← X-44 (UAV) - X-45 - X-46 - X-47A/B/C - X-48 - X-49 - X-50 →

### Listas relacionadas
- Anexo:Aeronaves de la Fuerza Aérea de los Estados Unidos (históricas y actuales)